# Marie Schnür
Marie Schnür, née le 19 février 1869 à Krien et morte après 1918, est une peintre allemande.

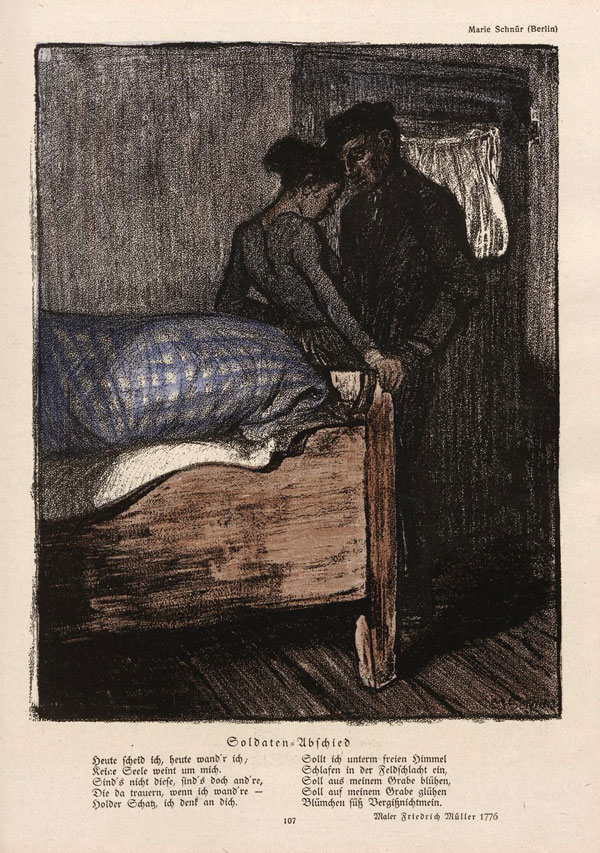
Aujourd'hui je pars, aujourd'hui je me promène!

## Biographie
Marie Schnür est la fille d'Ernst Schnür et de Sophie Pogge. Elle est l'une des cinq filles d'une riche famille de Cobourg, née dans un grand domaine dont le pavillon Schnür (de), qui conserve encore un monument historique. Elle fréquente l'école d'art de l'Association des femmes artistes (Verein der Berliner Künstlerinnen), dont le principal professeur était Conrad Fehr. Elle étudié également à Munich avec Ludwig Schmid-Reutte et Wilhelm Dürr. Après cela, elle devient illustratrice pour des livres et des partitions et travaillant pour le magazine Jugend,, où ses travaux font souvent la une.
Sa carrière progresse grâce à son amitié avec l'artiste Gertraud Rostosky (de) et sa participation à un groupe artistique connu sous le nom de « Die Scholle ». Elle fait également partie du cercle autour de la comtesse Marion Kaulitz (1865-?), une créatrice de poupées artistiques qui sont maintenant des pièces de collection rares. Schnür en fabrique plusieurs qu'elle expose au Warenhaus Tietz, un célèbre grand magasin de Berlin.
Elle est également formatrice à l'« Académie des femmes » de la Münchner Künstlerinnenverein, où elle enseigne la peinture de nature morte. C'est là qu'elle rencontre, en 1905, Franz Marc et Bertha Marie Franck, une élève qui deviendra la seconde épouse de Marc. ils passent l'été 1906 ensemble, chez Marc à Kochel am See, peut-être engagés dans un ménage à trois. Franz Marc représente Schnür et Marc dans son tableau Zwei Frauen am Berg.
Plus tôt cette année-là, Schnür donne secrètement naissance à un fils, Klaus, à Paris, probablement d'une relation avec l'artiste Angelo Jank, bien que certaines sources désignent August Gallinger, un étudiant en médecine qui va plus tard se faire connaître pour son exposé des crimes commis contre des prisonniers allemands pendant la Première Guerre mondiale. Au début, elle est forcée de laisser Klaus avec ses parents à Swinemünde, mais accepte l'offre de Marc de contracter un mariage de complaisance pour obtenir la garde. Après seulement un an, elle divorce de Marc, l'accusant d'adultère, et l'empêchant ainsi de se marier avec Franck jusqu'en 1911, car une dérogation est nécessaire.

Peu de temps après le divorce, elle va à Swinemünde pour vivre avec sa famille. Après cela, on ne sait plus rien sur elle, bien que le magazine Jugend ait publié ce qui aurait pu être une nouvelle œuvre d'art de sa part en 1916 et 1918[réf. nécessaire]. Le sort de son fils n'est apparemment pas non plus documenté.

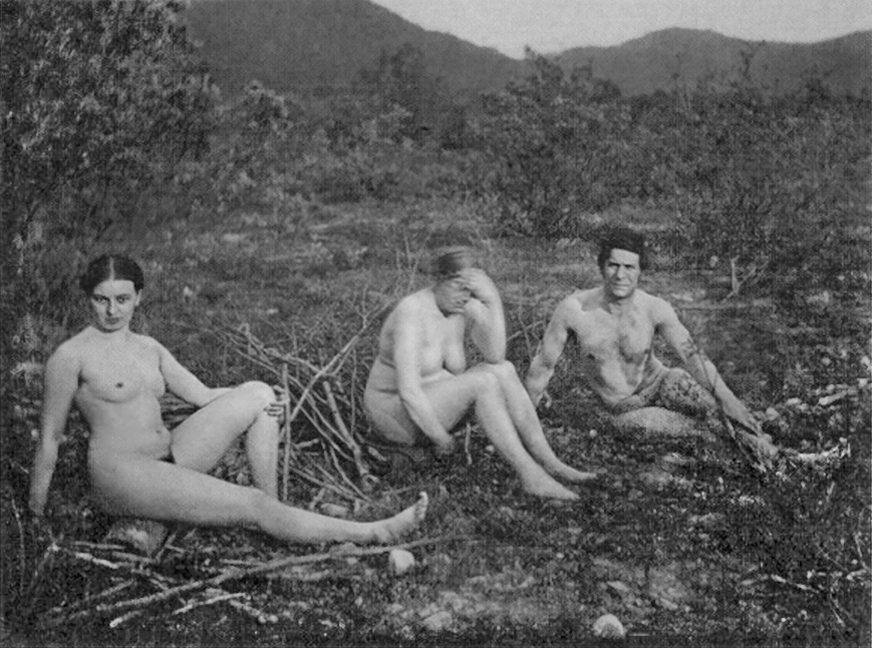
Marie Schnür, Maria Marc et Franz Marc à Kochelsee en 1906.

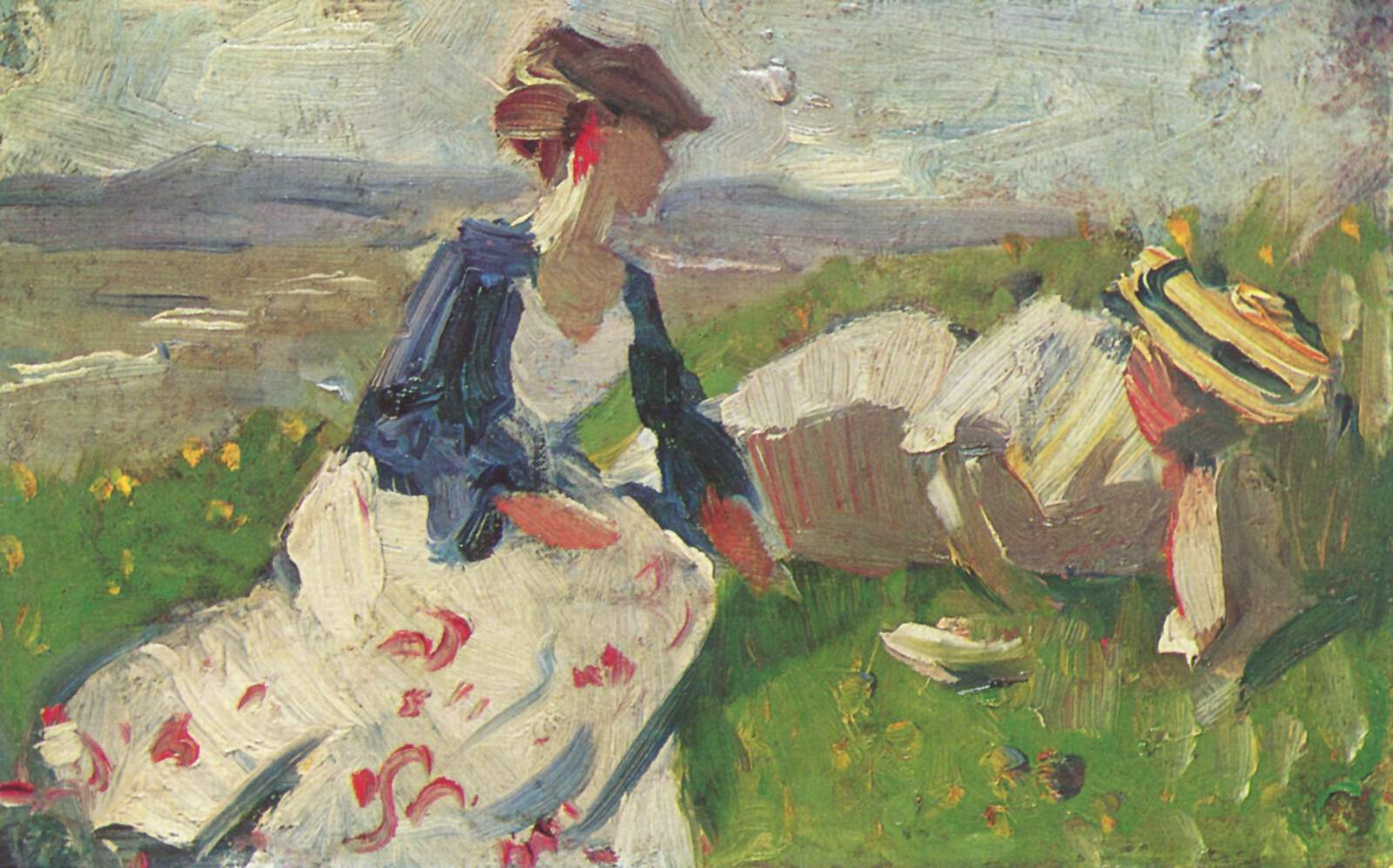
Marie Schnür (assise, à gauche) sur un tableau de Franz Marc, Zwei Frauen am Berg (1906)
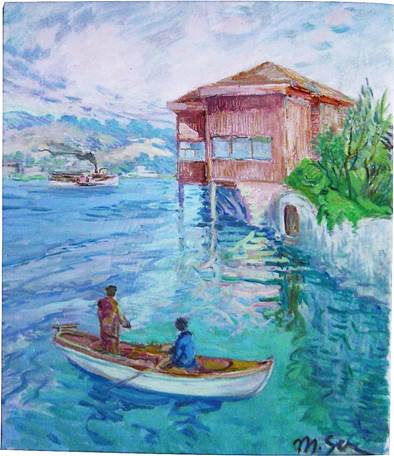
Peinture de Marie Schnür, Voralpensee mit Kahn, Raddampfer und Badehaus
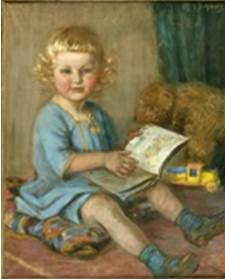
Pastel sur papier de Marie Schnür, Kleines Mädchen mit Bilderbuch